# Eduardo da Silva
Eduardo Alves da Silva (Rio de Janeiro, Brazília, 1983. február 25. –), közismert nevén Eduardo da Silva, vagy egyszerűen Eduardo, brazil származású horvát labdarúgó. Beceneve Dudu.

## Az Arsenal FC-ben

### Első szezon az Arsenalban
2007. július 3-án igazolt az Arsenal csapatába. A brazil származású játékos árát az Arsenal stábja nem hozta nyilvánosságra. Eduardo jelenleg a 9-es mezt viseli. Az első meccsét 2007. július 19-én a Genclerbirgili ellen játszotta, ahol csapata 3:0-os arányban győzött, és az első tétmérkőzését 2007. augusztus 19-én játszotta a Premier Leagueban a Blackburn Rovers ellen, az a mérkőzés 1:1-es végeredményt hozott. Eduardo az első évben angliai évében remek teljesítményt nyújtott: az első gólját nyáron szerezte egy felkészülési tornán, az Amszterdam kupán, ahol a Lazio ellen szerzett fejes gólt egy szöglet után (ezt a mérkőzést 2-1-re megnyerte az Arsenal, és végül az Amszterdam kupát is elhódították az Ágyúsok).
Dudu a tétmeccseken is remekelt, hisz a Premier Leagueban (angol bajnokságban), a BL-ben (Bajnokok Ligájában), az FA-kupában, és a Ligakupában is egyaránt betalált, és így összesen több mint tíz gólt szerzett első Arsenalos évében. Sokáig úgy látszott, hogy az Arsenal megnyerheti a bajnokságot, de egy Birmingham City elleni meccsen, ahol Eduardo súlyosan lesérült, csak döntetlent értek el az Ágyúsok, és ezzel egy rossz sorozat kezdődött el, így az Ágyúsok ismét trófea nélkül maradtak az év végén, de jó reményekkel várhatták a következő szezont.

#### Súlyos lábsérülés
Eduardo 2008. február 23-án, súlyos sérülést szenvedett Martin Taylor, a Birmingham City védőjének brutális belépője után. Nyílt síp és szárkapocscsont töréssel és bokaficammal került a birminghami Selly Oak Kórházba, ahol azonnal megműtötték. Szakemberek szerint, Gary Lewin az Ágyúsok gyúrója higgadtságával és gyors közbeavatkozásával megmentette Eduardo lábát az amputációtól, ami a karrierje végét jelentette volna. Az Arsenal mestere, Arséne Wenger egyik csapattársát, Abou Diaby-t állította elé példaként, aki 2006-ban hasonló sérülést szenvedett és azóta teljesen felgyógyult. Eduardo a becslések szerint leghamarabb az év végén léphet újra pályára. Így minden bizonnyal lemarad a nyári Európa Bajnokságról, ahova szinte egymaga juttatta ki a horvátokat.

## Nemzetközi pályafutás

### U21
2002-ben hívták meg a horvát U21-csapatba, hogy játsszon a 2004-es EB-n, majd a tornán, ami Németországban lesz. Németországban játszott is mind a három csoportmérkőzésen, mielőtt kizárták a horvát csapatot. Eduardo meg is szerezte első U21-es válogatott gólját: betalált Szerbia és Montenegró ellen. Behívót kapott a 2006-os U21-es Európa-bajnokság selejtezőire is, ahol kilenc mérkőzésen hét gólt jegyzett. Végül a horvátok nem jutottak ki a kontinensviadalra, a pótselejtezőkön 5-2-es összesítéssel kiestek a szerb-montenegrói csapat ellen. A horvátok mindkét gólját Eduardo szerezte.